# Uroleucon kumaoni
Uroleucon kumaoni är en insektsart. Uroleucon kumaoni ingår i släktet Uroleucon och familjen långrörsbladlöss. Inga underarter finns listade i Catalogue of Life.